# Pak Beng
Pak Beng (laotisk: ປາກແບ່ງ) er en landsby i provins Bokeo i Laos. Byen ligger ved Mekong-floden - mellem  Luang Prabang og Huay Xai.
19°53′38″N 101°08′09″Ø / 19.8939°N 101.1359°Ø